# Sandon River
Sandon River är ett vattendrag i Australien. Det ligger i delstaten New South Wales, i den sydöstra delen av landet, omkring 510 kilometer nordost om delstatshuvudstaden Sydney. Arean är 2,6 kvadratkilometer. Genomsnittlig årsnederbörd är 1 541 millimeter. Den regnigaste månaden är januari, med i genomsnitt 241 mm nederbörd, och den torraste är oktober, med 28 mm nederbörd.